# My Friend
My Friend je pjesma koju izvodi hrvatski pjevač Jacques Houdek. Predstavljala je Hrvatsku na Eurosongu 2017. 
Jacques Houdek je 17. veljače 2017. godine proglašen hrvatskim sudionikom na Eurosongu 2017. Dana 20. veljače, potvrđeno je da će se pjesma koju će pjevati zvati "My Friend". Pjesma je kasnije objavljena 2. ožujka u digitalnome obliku i prva je hrvatska pjesma na Eurosongu, koja sadrži dio teksta na talijanskom jeziku. Jacques Houdek naizmjenično pjeva na talijanskom i engleskom jeziku mijenjajući boju glasa. 
Hrvatska se natjecala u drugome polufinalu na Eurosongu u Kijevu u Ukrajini. Jacques Houdek prošao je u finale, gdje je osvojio 13. mjesto od ukupno 26 izvođača. Bio je 9. po glasovima publike, a od žirija je dobio puno manje glasova.